# Мер'єм Селлум
Мер'єм Селлум Фата (фр. Meryem Selloum Fatah; нар. 12 червня 1983) — французька борчиня вільного стилю, дворазова бронзова призерка чемпіонатів Європи, бронзова призерка Кубку світу.

## Біографія
Боротьбою почала займатися з 1999 року. Виступала за борцівський клуб міста Сарргемін, регіон Лотарингія, департамент Мозель.

## Спортивні результати на міжнародних змаганнях

### Виступи на Чемпіонатах світу
| Змагання                        | Збірна  | Вагова категорія          | Місце |
| ------------------------------- | ------- | ------------------------- | ----- |
| Чемпіонат світу з боротьби 2005 | Франція | жіноча боротьба, до 63 кг | 11    |
| Чемпіонат світу з боротьби 2006 | Франція | жіноча боротьба, до 63 кг | 11    |
| Чемпіонат світу з боротьби 2009 | Франція | жіноча боротьба, до 59 кг | 23    |
| Чемпіонат світу з боротьби 2010 | Франція | жіноча боротьба, до 59 кг | 22    |

### Виступи на Чемпіонатах Європи
| Змагання                         | Збірна  | Вагова категорія          | Місце  |
| -------------------------------- | ------- | ------------------------- | ------ |
| Чемпіонат Європи з боротьби 2003 | Франція | жіноча боротьба, до 63 кг | 5      |
| Чемпіонат Європи з боротьби 2006 | Франція | жіноча боротьба, до 63 кг | 10     |
| Чемпіонат Європи з боротьби 2007 | Франція | жіноча боротьба, до 59 кг | 7      |
| Чемпіонат Європи з боротьби 2009 | Франція | жіноча боротьба, до 59 кг | Бронза |
| Чемпіонат Європи з боротьби 2010 | Франція | жіноча боротьба, до 59 кг | Бронза |

### Виступи на Кубках світу
| Змагання                    | Збірна  | Вагова категорія          | Місце  |
| --------------------------- | ------- | ------------------------- | ------ |
| Кубок світу з боротьби 2005 | Франція | жіноча боротьба, до 63 кг | Бронза |

### Виступи на інших змаганнях
| Змагання                                        | Збірна  | Вагова категорія          | Місце  |
| ----------------------------------------------- | ------- | ------------------------- | ------ |
| Чемпіонат світу з боротьби серед студентів 2002 | Франція | жіноча боротьба, до 59 кг | 4      |
| Гран-прі Німеччини з боротьби 2005              | Франція | жіноча боротьба, до 59 кг | 8      |
| Austrian Ladies Open 2005                       | Франція | жіноча боротьба, до 63 кг | Срібло |
| Чемпіонат світу з боротьби серед студентів 2005 | Франція | жіноча боротьба, до 63 кг | Бронза |
| Гран-прі Німеччини з боротьби 2006              | Франція | жіноча боротьба, до 59 кг | Золото |
| Чемпіонат світу з боротьби серед студентів 2006 | Франція | жіноча боротьба, до 59 кг | Бронза |
| Klippan Lady Open 2007                          | Франція | жіноча боротьба, до 59 кг | Бронза |
| Austrian Ladies Open 2007                       | Франція | жіноча боротьба, до 63 кг | 13     |
| Austrian Ladies Open 2008                       | Франція | жіноча боротьба, до 55 кг | 10     |
| Гран-прі Німеччини з боротьби 2009              | Франція | жіноча боротьба, до 59 кг | 7      |
| Середземноморські ігри 2009                     | Франція | жіноча боротьба, до 59 кг | Срібло |